# Thompsoniana jirouxi
Thompsoniana jirouxi es una especie de escarabajo longicornio del género Thompsoniana, tribu Callichromatini, orden Coleoptera. Fue descrita científicamente por Morati y Huet en 2004.
El período de vuelo ocurre durante los meses de febrero, marzo, abril, mayo y junio.

## Descripción
Mide 22,8-30 milímetros de longitud.

## Distribución
Se distribuye por Indonesia, Malasia y Tailandia.